# Tămaia, Maramureș
Tămaia (în maghiară Tomány) este un sat în comuna Fărcașa din județul Maramureș, Transilvania, România.

## Istoric
Tămaia este printre primele 30 localități atestate documentar din Transilvania. Prima menționare scrisă despre Tămaia datează din anul 1231 (Thoman). 

## Etimologie
Etimologia numelui localității: din antrop. Tama(i) (derivat din Tamaș < magh. Tamás = Toma < ebr. Thomas „geamăn") + suf. -a. 

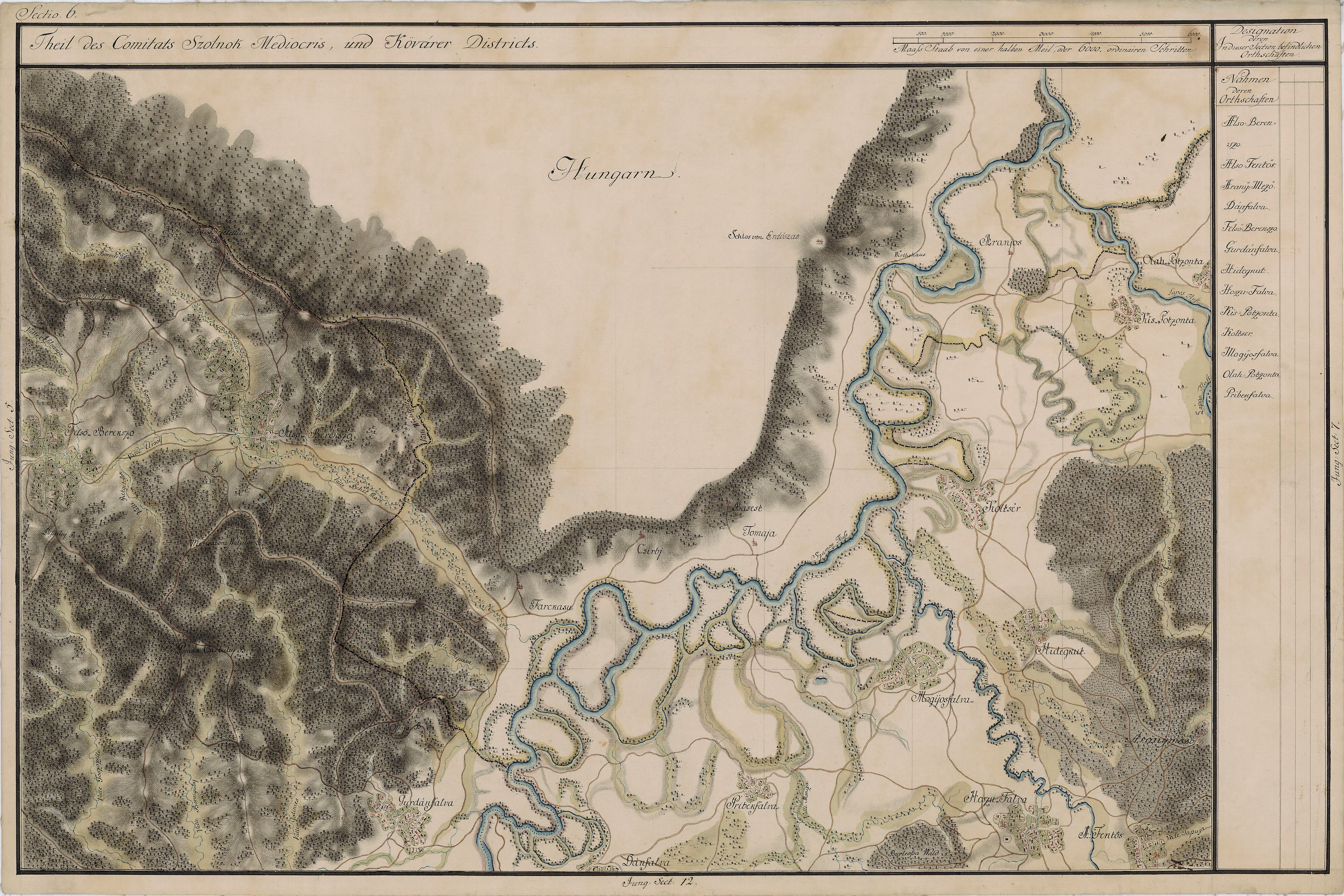
Tămaia în Harta Iosefină a Transilvaniei

## Demografie
La recensământul din 2011, populația era de 974 locuitori. 